# Pas de café, pas de télé, pas de sexe
Pour plus de détails, voir Fiche technique et Distribution.
Pas de café, pas de télé, pas de sexe est un film suisse réalisé par Romed Wyder, sorti en 1999.

## Synopsis
Arno, un genevois, fait un mariage blanc avec Nina, une amie de son ami Maurizio. Ils s'installent tous les deux dans un squat avec Alice, sa colocataire.

## Fiche technique
- Titre : Pas de café, pas de télé, pas de sexe
- Réalisation : Romed Wyder
- Scénario : Romed Wyder avec la collaboration de Christine Barras, Françoise Dériaz, Inga Karetnikova et Maria Watzlawick
- Musique : Thierry Clerc et Daniel Schweizer
- Photographie : Stéphane Kuthy
- Montage : Orsola Valenti
- Production : Romed Wyder
- Société de production : Laïka Films, Télévision suisse romande et Paradigma Films
- Société de distribution : Boomerang Productions (France)
- Pays de production :  Suisse
- Genre : Drame et romance
- Durée : 87 minutes
- Dates de sortie : 
  - Suisse : 29 septembre 1999 (région francophone)
  - France : 6 septembre 2000

## Distribution
- Vincent Coppey : Arno
- Alexandra Tiedemann : Nina
- Pietro Musillo : Maurizio
- Nalini Selvadoray : Alice

## Distinctions
Le film a reçu le prix de la jeunesse au festival international du film francophone à Bratislava. Il a également été nommé pour deux Prix du cinéma suisse.